# Арсеній Авторіан
Арсеній I (грец. Ἀρσένιος Ἀυτωρειανός; бл. 1200 — 30 вересня 1273) — константинопольський патріарх у 1255—1260 і 1261—1265 роках.

## Життєпис
Походив зі знатного візантійського роду Авторіанів. Син Олексія Авторіан, судді дрома, та Ірини Каматириси. Народився в Константинополі бл. 1200 року. Отримав ім'я Георгій Після 1204 року перебрався до Віфінії. Здобув загальну освіту в Нікеї в монастирі. Його батько став ченцем під ім'ям Арсеній. Згодом Георгій віддав себе усамітненому подвижницькому житті у віфінському монастирі, де прийняв ім'я Геннадій. Деякий час перебував у монастирі на Афоні. Після смерті батька взяв його чернече ім'я. На початку 1250-х років став ігуменом монастиря Оксія на Пинцевих островах в Мармуровому морі. 1253 року відкинув запрошення імператора Іоанна III увійти до посольства до папи римського Іннокентія IV. За цим переселився ченцем до невеличкого монастиря на одну з островів Аполлоніадського зера в Віфінії.
1255 року під час складних виборів нового патріарха на соборі більшість ієрархів виступило проти Никифора Блеммида, кандидата ві імператора Феодора II Ласкаріса. В результаті останній погодився на кандидатуру Арсенія. Оскільки він не мав відповідного сану, то протягом тижня за наказом імператора був посвячений в сани диякона, священника і патріарха.
Після смерті імператора 1258 року поділив опіку над імператором Іоанном IV з Георгієм Мусалоном. Невдовзі Георгій Мусалон був убитий Михайлом Палеологом, який на зібранні аристократії під головуванням патріарха Арсенія був призначений регентом хлопчика. Намагався захистити молодого імператора від амбіцій регента, наполягаючи на тому, щоб Іоанн Ласкаріс і Михайло Палеолог обмінялися взаємними клятвами на вірність.
Арсеній також повинен був здійснити подвійну коронацію Михайла Палеолога та Іоанна Ласкаріса у січні 1259 року. На патріарха чинили тиск, щоб він дозволив коронувати лише Палеолога, і навіть молодому імператору загрожували. Патріарх не знайшов підтримки з боку єпископів, за винятком двох прелатів (митрополитти Андроник Сардський і Мануїл Фессалонікійський), усі вважали, що Палеолог має право першим бути коронованим. Нарешті Арсеній під тиском синоду і синкліту поступився і першим коронував Михайла Палеолога та його дружину, а Іоанн Ласкаріс отримав лише спеціальний головний убір. Завершивши церемонію, Арсеній сховався в монастирі Пасхасія, зберігши посаду патріарха, але відмовившись виконувати його обов'язки. Це сталося наприкінці січня—на початку 1259 року. На його місце 1260 року було обрано митрополита Никифора Ефеського.
У липні 1261 року після смерті Никифора II імператор Михайло VIII Палеолог, що зайняв Константинополь, спонукав Арсенія вдруге зайняти посаду патріарха, але незабаром зазнав суворого осуду Арсенія, оскільки імператор наказав осліпити молодого Іоанна Ласкаріса. Патріарх отримав підтримку з боку церкви і знаті Малої Азії, зокрема ієрархи Костянтин Неокесарійський, Олексій Євхаїтський та Феодор Іраклійський, а також Микола II, патріарха Олександрійського. Арсеній зайшов так далеко, що відлучив імператора Михайла VIII. Після спроби налякати патріарха, щоб він скасував екскомуніку, погрожуючи апелювати до Папського престолу, Михайл VIII нарешті скликав синод, що скинув Арсенія, а наприкінці травня 1265 року відправив його у вигнання. Новим патріархом став Герман III.
Протягом цих років Арсеній відмовлявся зняти з Михаїла вирок про відлучення, а після його смерті, коли новий патріарх Йосип I дав відпущення імператору, суперечка велася між «арсенітами» та «йосифістами». «Арсенійський розкол» тривав до 1315 року, коли патріарх Ніфонт I оголосив примирення. Кажуть, що Арсеній підготував рішення соборів і твори отців збіки божественних законів під назвою Synopsis Canonum. Деякі вважають, що цей твір був твором іншого Арсенія, ченця Афону. Помер 1273 року.
У 1284 році мощі Арсенія були переправлені з Проконнессоса до собору Св. Софії. Вшанування Арсенія як святого почалося невдовзі його смерті, йому було складено службу. Ім'я його включено до церковного календаря православної церкви (пам'ять 28 жовтня). Нетлінні мощі свт. Арсенія дуже шанувалися і приваблювали багатьох прочан.